# ITF Phoenix
Das ITF Phoenix (offiziell: Goldwater Women’s Tennis Classic) war ein Tennisturnier des ITF Women’s Circuit, das in Phoenix, Arizona, auf Hartplatz ausgetragen wurde.

## Siegerliste

### Einzel
| Jahr                   | Siegerin              | Finalgegnerin             | Ergebnis  |
| ---------------------- | --------------------- | ------------------------- | --------- |
| ↓ Kategorie: $75.000 ↓ |                       |                           |           |
| 2009                   | Varvara Lepchenko     | Sacha Jones               | 6:0, 6:0  |
| 2010                   | Varvara Lepchenko     | Melanie Oudin             | 6:3, 7:65 |
| 2011                   | Sessil Karatantschewa | Michelle Larcher de Brito | 6:1, 7:5  |
| 2012                   | Madison Keys          | Maria Sanchen             | 6:3, 7:61 |

### Doppel
| Jahr                   | Siegerinnen                        | Finalgegnerinnen                     | Ergebnis         |
| ---------------------- | ---------------------------------- | ------------------------------------ | ---------------- |
| ↓ Kategorie: $75.000 ↓ |                                    |                                      |                  |
| 2009                   | Sharon Fichman Mashona Washington  | Marie-Ève Pelletier Anna Tatischwili | 4:6, 6:4, [10:8] |
| 2010                   | Tetjana Luschanska Coco Vandeweghe | Julia Boserup Sloane Stephens        | 7:5, 6:4         |
| 2011                   | Jamie Hampton Ajla Tomljanović     | Maria Sanchen Yasmin Schnack         | 3:6, 6:3, [10:6] |
| 2012                   | Jacqueline Cako Natalie Pluskota   | Eugenie Bouchard Ulrikke Eikeri      | 6:3, 2:6, [10:4] |